# Bernd Wiesberger
Bernd Wiesberger (* 8. Oktober 1985 in Wien) ist ein österreichischer Profigolfer.

## Werdegang
Nach einer erfolgreichen Amateurkarriere mit zahlreichen nationalen Titeln wurde Wiesberger 2006 Berufsgolfer. Über die Tourschool qualifizierte er sich für die European Tour der Saison 2009, konnte sich aber nicht behaupten, sodass er wieder zur Challenge Tour zurückkehrte und dort 2010 seine ersten beiden Turniersiege landen konnte. Durch einen fünften Platz in der Jahreswertung 2010 erlangte Wiesberger wieder die Spielberechtigung für die European Tour ab 2011. Mit vier Top–10–Platzierungen, darunter zwei zweiten Plätzen, beendete er jene Saison auf dem 64. Platz der Geldrangliste.
Der erste Sieg auf der European Tour erfolgte im April 2012 bei der Ballantine's Championship in Südkorea. Wiesberger gewann dieses, auch zur Asian Tour und zur Korean Tour zählende Turnier mit fünf Schlägen Vorsprung, nachdem er sowohl in der zweiten als auch in der dritten Runde den Platzrekord auf- bzw. einstellte. Durch diesen Erfolg konnte er auch in die Top–100 der Golfweltrangliste vorstoßen. Nach dem Gewinn der Lyoness Open verbesserte er sich Ende Juli 2012 auf Rang 78 und bis zum Ende der Saison auf Platz 64. Das Race to Dubai beendete er 2012 auf dem 22. Rang.
Im Mai 2013 holte er sich auf der Asian Tour den Sieg bei den CIMB Niaga Indonesian Masters vor dem regierenden Open Champion Ernie Els. Nach einem geteilten dritten Platz bei den Portugal Masters und weiteren guten Platzierungen erreichte Wiesberger im November 2013 mit Rang 52 seine bis dahin beste Platzierung in der Golfweltrangliste. Im Race to Dubai landete er 2013 auf Platz 28.
Im Juli 2015 gewann er die Open de France und erreichte danach Platz 23 in der Weltrangliste. Im Race to Dubai belegte er am Ende der Saison 2015 den neunten Rang, welchen er in der darauffolgenden Saison wiederholen konnte.
Im Frühjahr 2018 musste Wiesberger sich aufgrund einer Handgelenksverletzung einer Operation unterziehen. In der Folge pausierte er ein halbes Jahr und stieg erst Ende 2018 wieder ins Turniergeschehen ein.
Die Comeback-Toursaison 2019 war sein bis zu diesem Zeitpunkt erfolgreichstes Golfjahr. Er siegte beim Turnier in Dänemark und gewann mit den Scottish Open in Aberdeen erstmals ein Turnier der Rolex-Serie. Im Oktober 2019 gelang Wiesberger der Gewinn der Italian Open, einem weiteren Turnier der Rolex-Serie. Dadurch übernahm er zu diesem Zeitpunkt die Führung im Race to Dubai 2019, der europäischen Jahresrangliste. Außerdem kletterte er in der Weltrangliste auf den 22. Platz – sein bislang bestes Ranking.

## Sonstiges
Bei der Wahl zum Sportler des Jahres Österreichs 2013 belegte Wiesberger den fünften Platz.

## Turniersiege

### Amateur
- 1997 Austrian Boys Championship
- 2004 Austrian Amateur Match Play Championship, Austrian Amateur Stroke Play Championship
- 2005 Austrian Amateur Stroke Play Championship, Austrian Youths Championship
- 2006 Austrian Amateur Stroke Play Championship, Austrian Youths Championship

### Professional
| Nr. | Datum            | Turnier                                     | Sieg-Score            | Vorsprung | Zweitplatzierte(r)       | Tour                                 |
| --- | ---------------- | ------------------------------------------- | --------------------- | --------- | ------------------------ | ------------------------------------ |
| 1.  | 11. Juli 2010    | Allianz Golf Open de Lyon                   | −17 (67-67-71-62=267) | 2 Schläge | Joel Sjöholm             | Challenge Tour                       |
| 2.  | 10. Oktober 2010 | Allianz Golf Open du Grand Toulouse         | −9 (70-70-67-68=275)  | 4 Schläge | Charles-Édouard Russo    | Challenge Tour                       |
| 3.  | 29. April 2012   | Ballantine’s Championship                   | −18 (72-65-65-68=270) | 5 Schläge | Richie Ramsay            | European Tour Asian Tour Korean Tour |
| 4.  | 29. Juni 2012    | Lyoness Open powered by Greenfinity         | −19 (71-66-67-65=269) | 3 Schläge | Thomas Levet Shane Lowry | European Tour                        |
| 5.  | 21. August 2012  | Zürich Open                                 | −10 (67-67=134)       | 2 Schläge | Paul Broadhurst          | ProAm Showevent                      |
| 6.  | 5. Mai 2013      | CIMB Niaga Indonesian Masters               | −15 (67-72-67-67=273) | 1 Schlag  | Ernie Els                | Asian Tour                           |
| 7.  | 5. Juli 2015     | Alstom Open de France                       | −13 (68-72-66-65=271) | 3 Schläge | James Morrison           | European Tour                        |
| 8.  | 23. April 2017   | Shenzhen International                      | −16 (67-65-69-71=272) | Playoff   | Tommy Fleetwood          | European Tour                        |
| 9.  | 26. Mai 2019     | Made in Denmark                             | −14 (68-69-67-66=270) | 1 Schlag  | Robert MacIntyre         | European Tour                        |
| 10. | 14. Juli 2019    | Aberdeen Standard Investments Scottish Open | −22 (67-61-65-69=262) | Playoff   | Benjamin Hebert          | European Tour                        |
| 11. | 13. Oktober 2019 | Italian Open                                | −16 (66-70-67-65=268) | 1 Schlag  | Matthew Fitzpatrick      | European Tour                        |
| 12. | 30. Mai 2021     | Made in HimmerLand                          | −21 (66-65-68-64=263) | 5 Schläge | Guido Migliozzi          | European Tour                        |

## Teilnahmen an Mannschaftsbewerben
Amateur
- Eisenhower Trophy: 2004, 2006
- Jacques Léglise Trophy: 2003

Professional
- Royal Trophy (für Europa): 2013 (Sieger)
- EurAsia Cup (für Europa): 2016 (Sieger), 2018 (Sieger)
- World Cup (für Österreich): 2013, 2016
- Ryder Cup (für Europa): 2021

## Resultate bei Major Championships
| Tournament        | 2013 | 2014 | 2015 | 2016 | 2017 | 2018 | 2019 |
| ----------------- | ---- | ---- | ---- | ---- | ---- | ---- | ---- |
| Masters           | DNP  | DNP  | T22  | T34  | T43  | T24  | DNP  |
| PGA Championship  | CUT  | T15  | CUT  | CUT  | CUT  | DNP  | DNP  |
| US Open           | DNP  | CUT  | CUT  | CUT  | T16  | DNP  | 76   |
| Open Championship | T64  | CUT  | T68  | CUT  | T74  | DNP  | T32  |

WD = aufgegeben

DNP = nicht teilgenommen

CUT = Cut nicht geschafft

„T“ geteilte Platzierung

Grüner Hintergrund für Sieg

Gelber Hintergrund für Top 10

## Resultate in World Golf Championships
Resultate vor 2015 nicht in chronologischer Folge
| Turnier                  | 2012 | 2013 | 2014 | 2015 | 2016 | 2017 | 2018 |
| ------------------------ | ---- | ---- | ---- | ---- | ---- | ---- | ---- |
| Mexico Championship      |      |      |      | T31  | T14  | T45  | T30  |
| Match Play               |      |      | R64  | T34  | T51  | T17  | T29  |
| Bridgestone Invitational | T55  |      |      | T25  |      | T41  |      |
| HSBC Champions           | T28  |      |      | T17  | T35  | T9   |      |

QF, R16, R32, R64 = Runde, in welcher der Spieler im match play ausgeschieden ist

„T“ = geteilt